# Chanat
Chanat – dawna, wschodnia forma monarchii, w której panujący władca nosił dziedziczny tytuł chana. Określenie pochodzenia mongolskiego lub tureckiego pojawiło się w starożytności. Chanat mógł być podporządkowany innym chanatom lub być częścią kaganatu lub (w erze nowożytnej) sułtanatu.
Państwo zorganizowane w chanat budowało miasta, w przeciwieństwie do kaganatu (w pierwotnej formie, np. Rouran, Turkuci).
Chanat był najbardziej rozpowszechnionym rodzajem monarchii we wschodniej Europie i Azji. Nazwa ta stosowana była najczęściej do określenia państw mongolskich lub tatarskich. Jej odpowiednikiem w krajach prawosławnych było carstwo, natomiast w Europie Zachodniej – królestwo.

## Chanaty
- Chanat Wielkiej Bułgarii – państwo Protobułgarów między Dnieprem a Kubaniem od VI do połowy VII wieku.
- Chanat Bułgarski – dawna Bułgaria od 681 do 866 roku, carat do 1396 roku, potem pod okupacją osmańską.
- Chanat Kara Kitajów – państwo założone przez Kitanów, istniejące w latach ok. 1130 do 1218, w Turkiestanie z ośrodkiem w dolinie rzeki Czu i Siedmiorzeczu[3].
- Chanat Staromongolski – prawdopodobnie pierwsze wczesnofeudalne państwo mongolskie założone przez Kabuł-chana (pradziada Czyngis-chana) w XII wieku[4].
- Imperium mongolskie – wczesnofeudalne państwo, początkowo chanat, później kaganat mongolski (jako konfederacja podbitych państw) istniejący w latach 1206–1368, założone przez Czyngis-chana[5].
- Chanat Czagatajski – państwo mongolskie w latach 1225–1370, powstałe z ułusu syna Czyngis-chana – Czagataja, obejmujący większość terytorium Azji Środkowej[6].
- Złota Orda – chanat mongolsko-tatarski istniejący w latach 1240–1435[7].
- Biała Orda – chanat mongolski, powstałe w XIII wieku, założone przez chana Ordę, stanowiło wschodnią część Złotej Ordy[8].
- Wielka Orda – chanat mongolsko-tatarski istniejący w latach 1435–1502[9].
- Chanat Krymski – państwo tatarskie na Półwyspie Krymskim, istniejące od XV do XVIII wieku.
- Chanat Syberyjski – państwo mongolsko-tatarskie istniejące w latach 1490–1589, następca Złotej Ordy.
- Chanat Kazański – państwo tatarskie, istniejące w latach 1438–1552.
- Chanat Astrachański – państwo tatarskie, istniejące w latach 1466–1554.
- Chanat Uzbecki – uzbeckie państwo w środkowej Azji, istniejące w latach 1428–1500, przekształcone w Chanat Buchary.
- Chanat Kazachski – państwo Kazachów w środkowej Azji, istniejące w latach 1456–1847, potem w granicach Rosji.
- Chanat Buchary – uzbeckie państwo w środkowej Azji, istniejące w latach 1500–1785, przekształcone w Emirat Buchary.
- Chanat Chiwy – uzbeckie państwo w środkowej Azji, istniejące w latach 1515–1920[10].
- Chanat Kokandzki – uzbeckie państwo w środkowej Azji, istniejące w latach 1709–1875[11].
- Chanat Dżungarski – państwo w środkowej Azji, istniejące w latach 1634–1758[12].